# 松原仁
松原 仁（まつばら じん、1956年〈昭和31年〉7月31日 - ）は、日本の政治家。衆議院議員（9期）。
国家公安委員会委員長（第85代）、内閣府特命担当大臣（消費者及び食品安全）・拉致問題担当大臣（野田第1次改造内閣・野田第2次改造内閣）、国土交通副大臣（野田内閣）、衆議院沖縄及び北方問題に関する特別委員長、同北朝鮮による拉致問題等に関する特別委員長、同海賊行為への対処並びに国際テロリズムの防止及び我が国の協力支援活動等に関する特別委員長、東京都議会議員（2期）、民主党国会対策委員長（第21代）、同国会対策委員長代行、同東京都連代表などを務めた。

## 来歴

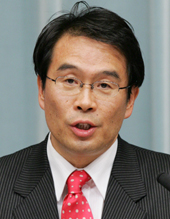
国家公安委員会委員長並びに拉致問題担当大臣、内閣府特命担当大臣として初入閣した際の記者会見にて

東京都板橋区生まれ。東京都立豊島高等学校、早稲田大学商学部卒業。大学在学中は経営史を専門とする鳥羽欽一郎ゼミでアメリカの企業等を研究していたほか、早稲田大学人物研究会に所属していた。大学卒業後、松下政経塾に入塾（第2期生）。
1985年、東京都議会議員選挙に新自由クラブ公認で大田区選挙区から出馬するが、落選。1989年東京都議会議員選挙に再度大田区選挙区から無所属（税金党推薦）で出馬し、初当選した。1990年6月に自由民主党会派に入会。
1993年東京都議会議員選挙では自民党公認で再選するも、11月に自民党を離党し、新生党に入党。無所属（鳩山邦夫直系）の中山義活や、工藤喜久治とともに東京都議会で会派「新生・友愛クラブ」を結成する。
1994年の新生党解党により新進党結党に参加した。
1996年、東京都議会議員を任期途中で辞職し、第41回衆議院議員総選挙に新進党公認で東京3区から出馬したが、次点で落選。
1998年、新井将敬衆議院議員の急死に伴い実施された東京4区の補欠選挙に出馬したが、再び落選。
2000年、第42回衆議院議員総選挙に東京3区から民主党公認で出馬し、当選。
2003年の第43回衆議院議員総選挙でも再選。
2004年、「次の内閣」で防災担当副大臣、科学技術担当副大臣に就任。
2005年の第44回衆議院議員総選挙では東京3区で自民党の石原宏高に敗れたが、重複立候補していた比例東京ブロックで復活し、3選。
2007年、新潟県中越沖地震党対策本部事務局次長に就任。
2009年民主党代表選挙では、鳩山由紀夫幹事長の推薦人に名を連ねた。同年の第45回衆議院議員総選挙では、前回敗れた石原に4万票超の差をつけ、比例復活すら許さず4選。
2010年、都連副会長に就任。同年12月、雄志会（平野博文グループ）の結成に参加し、翌年1月同会副会長に就任する。ただし小沢一郎の影響下にある一新会にも所属しており、2010年12月時点では「小沢グループ所属」との報道もあった。
2011年9月、野田内閣で国土交通副大臣（安全危機管理関係、海上保安関係、国土、都市、道路、港湾、航空、北海道開発などに関する施策の担当）に任命された。あわせて、拉致問題担当大臣を兼任する山岡賢次国家公安委員会委員長の要請により、拉致問題担当副大臣を兼任したが、自民党から反発を受けたため担当から外れた。
2012年1月13日に発足した、野田第1次改造内閣で国家公安委員会委員長として初入閣。前任の山岡同様、拉致問題担当大臣、内閣府特命担当大臣（消費者及び食品安全）も兼務した。
同年6月4日に発足した野田第2次改造内閣でも留任となったが、同年10月1日、野田第3次改造内閣発足に伴い、就任後9ヶ月で退任。松原自身は、退任にあたっての記者会見で「日朝の本協議が行われて、8月から始まっている中において、拉致問題担当大臣の任から外れることは、私としては、極めて心残りである」と悔しさをにじませた。同年12月の第46回衆議院議員総選挙では民主党公認、国民新党推薦で出馬。再び石原に2,016票差で敗れたが、重複立候補していた比例東京ブロックで復活し、5選。選挙後、民主党国会対策委員長代行及び国家基本政策委員会理事に就任した。
2013年9月4日、国対委員長代行から昇格する形で民主党国会対策委員長に起用された。同月13日、民主党東京都連会長に選出された。
2014年12月の第47回衆議院議員総選挙では民主党公認で出馬。再び石原に敗れたが、比例東京ブロックで復活し、6選。2015年1月に行われる民主党代表選挙では、元幹事長・細野豪志の推薦人に名を連ねた。
2015年2月～3月にかけて、松原の選挙区内で松原と松原の家族を誹謗中傷する差出人、住所等不記載の大量の怪文書が「大田区選挙監視オンブズマン」という実態不明の団体名で大田区の都議会議員や区議会議員、自治会長、商店会長、有権者、各種団体に郵送、ポスティングされ、3月11日、警視庁田園調布警察署に被疑者不詳による名誉毀損罪の容疑で刑事告訴。
2016年10月、民進党東京都連会長選挙が行われ、柿沢未途を破り、再選。
2017年7月3日、東京都議選での民進党惨敗の責任を取り民進党東京都連会長職を辞任する意向を表明。（同月18日の同党常任幹事会で辞任が正式に了承された。）
同年9月25日、民進党に離党届を提出し、その後の会見で、若狭勝、細野豪志らが結成を目指す新党へ参加する意向を表明した。民進党は9月26日の常任幹事会で「党の結束を乱す行為」として離党届を受理せず除籍（除名）処分とするとともに、比例代表選出議員であることから議員辞任勧告を行うことを決定した。
9月27日、小池百合子東京都知事を代表とする新党「希望の党」設立会見に、結党メンバーとなる国会議員14人の一人として参加した。
10月の第48回衆議院議員総選挙では希望の党公認で出馬。再び石原に敗れたが、比例東京ブロックで復活し、7選。11月の希望の党共同代表選挙後の党役員人事では両院議員総会長兼代議士会長に就任した。
2018年5月、希望の党の解党に伴い無所属となる。
2018年、国と区を結ぶ政策グループ「ガンバル」を設立。元プロレスラーで品川区議会議員の木村健悟らが加盟し、2019年4月の第19回統一地方選挙では東京都大田区、品川区、目黒区より候補者を擁立した。
2019年5月7日、会派「社会保障を立て直す国民会議」に入会した。
2020年9月3日、立憲民主党と国民民主党の合流新党（新・立憲民主党）への入党受け付けが締め切られ、9月7日には玉木雄一郎を中心とする新「国民民主党」に加わる国会議員の募集が締め切られた。松原はこの時点ではいずれに対しても参加の意思を表さなかったが、9月14日、新「立憲民主党」に入党を届け出た。
2021年10月の第49回衆議院議員総選挙では立憲民主党公認で出馬し、直近3回の選挙で敗れ続けた石原に8,208票の差で勝利し8選。
2023年6月9日、立憲民主党に離党届を提出（12日、党への公認依頼も撤回した）。同日に記者会見を行い、次期衆院選では小選挙区の区割り変更に伴い新設される東京26区（大田区の一部と目黒区）から無所属で立候補すると表明した。松原は離党の経緯として、地盤としていた旧東京3区（品川区と大田区の一部と島部）は区割り変更により新東京3区（品川区と島部）と26区に分かれる形となり、東京都議会議員時代からの地盤である大田区が含まれる26区での立候補を希望したが、都連側は新3区での立候補を求め、要望が認められなかったことを挙げた。また、当面は立憲民主党会派所属のまま国会活動を続ける意向を示した。同月15日付で離党届が受理された。
2024年10月27日の第50回衆議院議員総選挙で9選。

## 政策・主張

### 憲法
- 憲法改正論者として知られる[57]。

### 経済財政政策
- デフレ脱却が日本経済には最重要であり、そのために日銀も含め、インフレターゲット論、年率で2-3％の物価上昇を目標とすべきだ。日銀法に雇用の最大化を盛り込むべきではないかと主張している[58]。
- 財政収支を2025年度に黒字化する政府目標については、先延ばしはやむを得ないとしている[59]。
- 物価高対策として政府が最優先で取り組むべきことに「減税」を掲げている[60]。
- 防衛費増額のための増税に反対[60]。
- 2011年2月、中山義活らと共に政策勉強会「東京維新の会」を結成。「現政権は理念なき増税路線へと進もうとしている。このままでは地域主権は形骸化する」と、政権運営の改善を求める要請書を提出したが[61]、入閣後は増税法案に署名した[62]。

### 沖縄対策
- 普天間飛行場を辺野古に移設する計画を巡る政府と沖縄県の対立について「政府は埋め立てをいったん中断して、沖縄県と話し合うべきだ」としている[63]。
- 普天間基地のグアム移転の実施に関するアメリカ政府との協定について「アメリカは連邦議会の承認がなく、日本が国会承認の作業をしている。極めて対称性を欠いている。これでは沖縄の人は納得しない」と非難している[64][65]。

### 道路行政
- 東北地方の高速道路無料化措置について「東北の発展のために極めて重要だと考えている。3次補正に思いをいかしたい」と述べていた[66][67]。
- 東京外かく環状道について「有料道路事業を基本とし、不足分は直轄事業として（税負担を）活用していきたい」と述べていた[68][69]。

### 受動喫煙問題
- 2017年2月10日、喫煙文化研究会の働きかけにより民進党の有志議員の賛同を得て発足した分煙推進議員連盟の会長に就任した。設立趣意は「原理主義的に建物内の禁煙を進めようとしていることは看過できない」としており、「吸わない人も吸う人もウィンウィン関係の理想的な日本社会をつくりたい」と述べている[70][71][72]。
- 松原自身は非喫煙者であるが、「禁煙原理主義の厚労省案がすんなり決まってしまうと、国民の自由な権利や多様性、生活権をも否定することになりかねません」として完全分煙の社会構造を築きたいと述べている[72]。
- 喫煙店を残すことで起こる望まない受動喫煙の影響については、「子供や妊婦も訪れるような飲食店が全席喫煙可能であれば受動喫煙の影響はあるでしょうが、それはあくまでもお客さんの選択です」としている[72]。
- 2017年2月28日の会合において、飲食店側が店舗入り口に「分煙」や「全面喫煙可」と表示することで屋内での喫煙を認める法案の提出を目指すとして、厚生労働省が目指す屋内原則禁煙の法案に反対の立場を示した。さらに、厚生労働省案について、「多様性を認め、事業者や消費者が自由に選択できるようにすべきだ」と主張した[73]。
- 厚生労働省の担当者が、「グループで食事をする際、会社の上司が喫煙者の場合は喫煙店が選ばれてしまい、非喫煙者はそこに行かざるを得ない」との例を紹介したことに対し、松原は「喫煙者の上司が禁煙者の部下を喫煙場所に無理やり連れて行くのは『パワハラ』だ」として受動喫煙問題とは無関係である旨を主張した[73]。

### その他
- 北朝鮮に拉致された日本人を早期に救出するために行動する議員連盟（拉致議連）が発足した2002年に事務局長代理に、その後は国土交通副大臣に就任した2011年11月まで事務局長を務め、2012年には拉致問題担当大臣に就任、関連集会にも多く出席するなど拉致問題解決に向けて積極的に取り組んでいる[74]。
- 選択的夫婦別姓制度の導入にどちらかといえば賛成[75]。
- 静岡空港建設反対の国会議員署名活動で署名者に加わっている[76]。
- 南京事件や慰安婦の旧日本軍による組織的・計画的な強制連行を否定している。日本共産党の機関紙しんぶん赤旗は、松原が2007年5月25日の衆議院外務委員会で45分の質問時間の大半を使って「南京大虐殺」や「従軍慰安婦」を完全否定したと報じた[77]また、12月7日の衆議院外務委員会でも元日本兵の証言を紹介し、改めて「南京大虐殺」を否定した。
- 2007年6月14日、ワシントン・ポストに掲載されたアメリカ合衆国下院121号決議の全面撤回を求める広告「THE FACTS」の賛同者に名を連ねている[78]。
- 映画「南京の真実」の賛同者の一人である[79]。
- 国家公安委員会委員長を務めていた2012年8月15日に靖国神社を参拝した。これは2009年の政権交代以来、民主党現職閣僚では初めてとなる終戦の日の靖国参拝となった[80][81][82]。
- 2008年8月にはインドを訪問し、元国防相のジョージ・フェルナンデス、極東国際軍事裁判で日本を擁護したラダ・ビノード・パール、チャンドラ・ボースなど、インドの政財界の要人たちとその遺族に面会している[83]。
- 永住外国人への地方参政権付与に反対の立場である。民主党内で結成された永住外国人の地方参政権を慎重に考える勉強会に参加している。2010年4月17日に東京の日本武道館にて開催された永住外国人への地方選挙権付与（外国人参政権）に反対する国民集会に参加し、同会場にて「欧州は選挙権付与が盛んだという議論があるが、日本では通用しない。私は明快に反対。党内できちんと発言することが必要だと認識している」と述べ、外国人参政権に反対することを表明したため、立憲民主党中ではかなりの右派と言える[84]。また、「民主党内には同じ思いを持つ若手議員もおり、党の中できちっと発言していくことが必要だ」と述べ、民主党内に松原以外にも外国人参政権に反対する議員がいると述べた[85]。
- 尖閣諸島中国漁船衝突事件に関して、菅直人内閣の対応を批判すると共に「今回の問題はある意味で日本の外交的敗北だ。検察だけでなく、領土問題に甘い対応をとり、中国側につけ込むすきを与えてきたこれまでの自民党政権にも大きな責任がある」と発言した[86]。
- 2012年9月19日、人権委員会設置法案が閣議決定されたことについて、「自由に意見を述べられた一議員のときは慎重に議論すべき問題と発言してきたが、内閣の一員としては閣議決定されたことは受け止めていきたい」と述べ閣議決定を容認する姿勢を示した[87]。一方で、「自民党政権時代から何回か出されてはつぶされてきた経緯を見て、内容にさまざまな意見があると認識している」とも述べた[88]。
- 2014年2月9日に行われた都知事選挙では一時舛添要一への支援を検討していることを表明したが、細川護熙が出馬の意向を表明すると、細川支持に転換した[89]。てのひらを返したような対応に党内で「都知事選を全力で戦うなら（二月九日の投開票日と重なる）党大会を延期するぐらいの覚悟があってもいいのに」（中堅）と執行部の本気度を疑う声も上がっていた[90]。
- 2014衆院選 毎日新聞候補者アンケートによると
  - 憲法9条の改正に賛成[91]。
  - 特定秘密保護法は日本に必要だ[91]。
  - 首相による靖国神社参拝に賛成[91]。
- 2017年12月13日には「南京攻略80年記念大講演会 外務省　目覚めよ！　南京事件はなかった」と題された、日本の外務省が主導で南京虐殺を存在するようにしむけたなどと、主張する内容の講演会に稲田朋美と共に出席した[92]。
- 2019年にデジタル上の人権（人格権）の尊重に反するとして、内閣に対し中華人民共和国国家情報法について質問している[93]。
- 2024年11月11日、中華人民共和国の薛剣駐大阪総領事が第50回衆議院議員総選挙の選挙運動期間中の10月25日、官職名を明示した「Ｘ」の公開アカウントにおいて、れいわ新選組への投票を呼びかける投稿を行ったことについての質問書を衆議院に提出した[94]。

## 政治資金
- 2012年7月、大規模な政治資金パーティーを自粛すると定めた大臣規範に反し、パーティーを開催して約1500万円の収入を得ていたことが政治資金収支報告書で分かった[95]。
- 関連する2つの政治団体が、2012年の収支をすべて「不明」とする政治資金収支報告書を、東京都選挙管理委員会と総務省に提出していたことが分かった[96]。
- 都選管では「事務所のトラブルで収支が書き込めなかった報告書は聞いたことがない」と話している[97]。
- 松原が総支部長となっている民主党東京都第3区総支部に、東京4区から衆議院選挙に安楽死党から立候補した佐野秀光から2012年7月27日に50万円の寄付があった。同年12月18日にはみんなの党から翌年の都議会議員選挙の公認候補として大田区から出馬予定であった人物の実家の工務店からも同様に寄付を受けている[98]。

## 人物
- 第46回衆議院議員総選挙の際、日本未来の党公認で松原と同じ東京3区から立候補した池田剛久は、かつて松原の公設第一秘書を務めていた[99]。
- 2007年10月6日、日本会議と日本会議国会議員懇談会の設立10周年記念大会が東京都のビッグサイトで開催。松原は伊吹文明と山谷えり子とともに同大会に来賓として招かれ、祝辞を述べた[100]。
- 2013年8月、初当選以来公設秘書や政策担当秘書として松原を支えてきた矢島光弘が松原のライバルである石原宏高陣営へと鞍替えした[101]。
- 2014年11月、東京都品川区大崎の都道で、自ら運転する乗用車が走行中のバイクと接触しバイクは転倒。運転していた男性に軽傷を負わせた[102]。
- すぎやまこういちが松原の応援歌「JIN・ジン・じん・仁・松原仁」を作曲した。その縁から、すぎやまが死去した際にはtwitterで追悼のコメントを発表した[103]。
- 長男は大田区議会議員の松原はじめ[104][105]

### 発言
- 2014年2月16日夜に大雪被害が拡大する中、支援者と会食していた首相の安倍晋三を「緊張感が乏しい」と批判した[106][107]。

## 選挙歴
| 当落 | 選挙                     | 執行日         | 年齢 | 選挙区       | 政党         | 得票数     | 得票率 | 定数 | 得票順位 /候補者数 | 政党内比例順位 /政党当選者数 |
| ---- | ------------------------ | -------------- | ---- | ------------ | ------------ | ---------- | ------ | ---- | ------------------ | ---------------------------- |
| 落   | 1985年東京都議会議員選挙 | 1985年7月7日   | 28   | 大田区選挙区 | 新自由クラブ | 1万7113票  | ーー   | 8    | 9/11               | /                            |
| 当   | 1989年東京都議会議員選挙 | 1989年7月2日   | 32   | 大田区選挙区 | 無所属       | 2万9524票  | ーー   | 8    | 3/11               | /                            |
| 当   | 1993年東京都議会議員選挙 | 1993年6月27日  | 36   | 大田区選挙区 | 自由民主党   | 2万2404票  | ーー   | 8    | 6/13               | /                            |
| 落   | 第41回衆議院議員総選挙   | 1996年10月20日 | 40   | 東京都第3区  | 新進党       | 6万7653票  | 29.81% | 1    | 2/5                | /                            |
| 落   | 第41回衆議院議員補欠選挙 | 1998年3月29日  | 41   | 東京都第4区  | 無所属       | 3万5521票  | 24.31% | 1    | 2/6                | /                            |
| 当   | 第42回衆議院議員総選挙   | 2000年06月25日 | 43   | 東京都第3区  | 民主党       | 8万4372票  | 33.70% | 1    | 1/7                | /                            |
| 当   | 第43回衆議院議員総選挙   | 2003年11月09日 | 47   | 東京都第3区  | 民主党       | 12万2181票 | 47.30% | 1    | 1/3                | /                            |
| 比当 | 第44回衆議院議員総選挙   | 2005年09月11日 | 49   | 東京都第3区  | 民主党       | 12万3999票 | 41.39% | 17   | 2/3                | 6/6                          |
| 当   | 第45回衆議院議員総選挙   | 2009年08月30日 | 53   | 東京都第3区  | 民主党       | 16万3791票 | 52.21% | 1    | 1/3                | /                            |
| 比当 | 第46回衆議院議員総選挙   | 2012年12月16日 | 56   | 東京都第3区  | 民主党       | 12万298票  | 41.26% | 17   | 2/4                | 2/3                          |
| 比当 | 第47回衆議院議員総選挙   | 2014年12月14日 | 58   | 東京都第3区  | 民主党       | 11万1353票 | 42.62% | 17   | 2/3                | 2/3                          |
| 比当 | 第48回衆議院議員総選挙   | 2017年10月22日 | 61   | 東京都第3区  | 希望の党     | 9万4380票  | 38.18% | 17   | 2/3                | 1/3                          |
| 当   | 第49回衆議院議員総選挙   | 2021年10月31日 | 65   | 東京都第3区  | 立憲民主党   | 12万4961票 | 45.88% | 1    | 1/3                | /                            |
| 当   | 第50回衆議院議員総選挙   | 2024年10月27日 | 68   | 東京都第26区 | 無所属       | 10万8174票 | 45.56% | 1    | 1/5                | /                            |

## 所属団体・議員連盟
- 日本ウイグル国会議員連盟
- 北朝鮮に拉致された日本人を早期に救出するために行動する議員連盟幹事長
- 羽田低空飛行見直しのための議員連盟 （羽田議連）事務局長
- 政府・与野党拉致問題対策機関連絡協議会 構成員
- ベジタリアン／ヴィーガン関連制度推進議員連盟 事務局長
- オンラインゲーム・ｅスポーツ議員連盟 事務局長
- 資源リサイクル推進議員連盟 事務局長
- 犬猫の殺処分ゼロをめざす動物愛護議員連盟
- 自然災害議連　(自然災害から国民を守る国会議員の会）会長代行
- 爬虫類・両生類を考える議員連盟 事務局長
- 道州制懇話会 共同代表
- 高レベル放射性廃棄物の中間処理に関する議連 幹事長
- 子どもの貧困対策推進議員連盟
- 「島の振興」議員連盟 幹事長
- CPLP（ポルトガル語諸国共同体）推進議員連盟 事務局長
- デフレ脱却議員連盟 会長
- 超党派多元的危機管理対策議員連盟 事務局長
- 日本会議国会議員懇談会[108]
- 神道政治連盟国会議員懇談会[要出典]
- 慰安婦問題と南京事件の真実を検証する会
- みんなで靖国神社に参拝する国会議員の会[108]
- 永住外国人の地方参政権を慎重に考える勉強会
- 日本の領土を守るため行動する議員連盟
- 日韓議員連盟
- マンガ・アニメ・ゲームに関する議員連盟
- 人権擁護法案から人権を守る会
- 人権外交を超党派で考える議員連盟 （副会長）[109]

## 所属委員会
- 決算行政監視委員会
- 拉致問題特別委員会
- 原子力特別委員会

## 出演番組
- ビートたけしのTVタックル（テレビ朝日）
- 政党は主張する!（日本文化チャンネル桜）
- サプライズ「爆笑問題の評決グダル!」（2009年9月4日、日本テレビ）
- ラジオ時事対談（ラジオ日本、不定期出演）
- 闘論! 倒論! 討論!『朝鮮総連と日本』（第693回、2019年8月17日、日本文化チャンネル桜）
- 闘論! 倒論! 討論!『ジェノサイド・人権弾圧とマスメディア』 ( 2021年3月12日、日本文化チャンネル桜）
- そこまで言って委員会NP (2021年３月14日、読売テレビ)
- チャンネルくらら『緊急インタビュー! 今こそ消費減税を！』『官邸に何が！？補正予算・減税どうなる？』

## 著書
- 『アニマルマインドと新・帝国主義 国民と共に歩む、喜怒哀楽のある国家のために』2013年、ジョルダンブックス、ISBN 978-4-915933-46-2